# ニエルシュ・イシュトヴァーン
ニエルシュ・イシュトヴァーン（ハンガリー語: Nyers István、ハンガリー語発音: [ˈiʃtvaːn ˈɲɛrʃ]、1924年5月25日 - 2005年3月9日）もしくはステファノ・ニエルシュ（フランス語: Stefano Nyers）は、ハンガリーとフランスの元サッカー選手。元ハンガリー代表。選手時代のポジションはFW。
ハンガリー代表としての出場は僅か2試合であるが、1950年前後のインテルナツィオナーレ・ミラノで活躍したストライカーで、同国史上有数のストライカーと見做されている。

## クラブ歴
フランスで生まれたが、14歳の時にブダペストに移り、III.ケリュレティTUEでサッカーを始めた。17歳の時にサバドカイ・ヴァシュタシュACで選手初出場を記録した。ユーゴスラビア王国が本拠地のスボティツァを取り返すとブダペストに戻り、ガンズ=MÁVAG SEに移籍した。翌年にキシュペシュティAC、ウーイペシュトFCと移籍した。翌年にFKヴィクトリア・ジシュコフに移籍し、国外でのプレーが始まった。
同1946年にスタッド・フランセ・パリに移籍した。
1948年にインテルナツィオナーレ・ミラノに移籍すると、初シーズンで26得点をあげてセリエA得点王に輝いた。また1949年のSSラツィオ戦では対戦相手の弟ともども得点を決めて、兄弟が同一試合で得点を決めたセリエA史上初の試合となった。その後も得点を重ねて、リーグ戦では182試合133得点を記録、1953年と1954年の連覇にも貢献した。
1954年にセルヴェットFCを経てASローマに移籍した。ローマではリーグ戦54試合20得点を記録した。
1956年にFCバルセロナに移籍して以降は、タラサFC、CEサバデルに在籍した。1958年にカルチョ・レッコ1912に移籍してイタリアに戻った。1960年にマルゾット・ヴァルダーニョに移籍し翌年に選手を引退した。
選手引退後はミラノに住んでいたが、その後スボティツァに移住し、2005年に80歳で歿する迄をそこで過ごした。

## 代表歴
1945年9月30日に行われたルーマニア代表戦で初出場初得点を記録した。翌年のオーストリア代表戦でも1得点を記録した。

## 家族
鉱夫のハンガリー人移民の家にフランス・モゼル県フレマン＝メルルバックで生まれた。弟のニエルシュ・フェレンツもサッカー選手である。